# Ulf Johansson (bádminton)
Ulf Johansson (6 de mayo de 1959) es un deportista sueco que compitió en bádminton. Ganó una medalla de bronce en el Campeonato Europeo de Bádminton de 1984, en la prueba de dobles.

## Palmarés internacional
| Campeonato Europeo | Campeonato Europeo    | Campeonato Europeo | Campeonato Europeo |
| Año                | Lugar                 | Medalla            | Prueba             |
| ------------------ | --------------------- | ------------------ | ------------------ |
| 1984               | Preston (Reino Unido) | Medalla de bronce  | Dobles             |